# Alicante
Alicante (katalánsky / valencijsky Alacant) je přístavní město ve Španělsku, sídlo provincie Alicante, nejjižnější části autonomního společenství Valencie. Ve městě žije přibližně 359 tisíc obyvatel, v celé metropolitní oblasti (s městem Elche a dalšími sídly) pak přes 750 tisíc obyvatel. Více než pětinu obyvatel tvoří cizinci, přistěhovalí v mohutné vlně imigrace na počátku 21. století; Alicante je tak jedním z nejrychleji rostoucích měst v zemi. Zdejší ekonomika je založená především na turistickém ruchu.

## Historie
Město založili Římané a pojmenovali ho Lucentum (Město světla). Ve druhé pol. 8 st. Alicante ovládli Arabové, v roce 1246 je dobyl zpět Alfonso X. pro Kastilskou korunu. V roce 1308 se město stalo součástí Valencijského království. Dnes je součástí regionu Valencie.

## Doprava
Z centrálního hlavového nádraží Alacant Terminal odjíždějí rychlovlaky Euromed (směr Valencia – Barcelona), AVE (směr Madrid), Alvia (směr severozápad země) a hrstka regionálních spojů. Příměstské vlaky cercanías jezdí na linkách do Murcie a Sant Vicent del Raspeig.
Z města pravidelně vyplouvají trajekty na Baleárské ostrovy a do Alžírska. Hromadnou dopravu ve městě zajišťuje především rychle se rozrůstající tramvajová síť, která postupně spojuje Alicante s dalšími městy aglomerace; v polovině roku 2008 např. dorazila do obřího letoviska Benidorm.
Město má k dispozici mezinárodní letiště Alicante-Elche, které se nachází asi 9 km od centra. Na letišti se nachází dvě poměrně velká parkoviště a celá řada autopůjčoven (například Avis, Europcar či Hertz). Místní hotely zajišťují kyvadlovou dopravu pro své ubytované.

## Památky a významné stavby

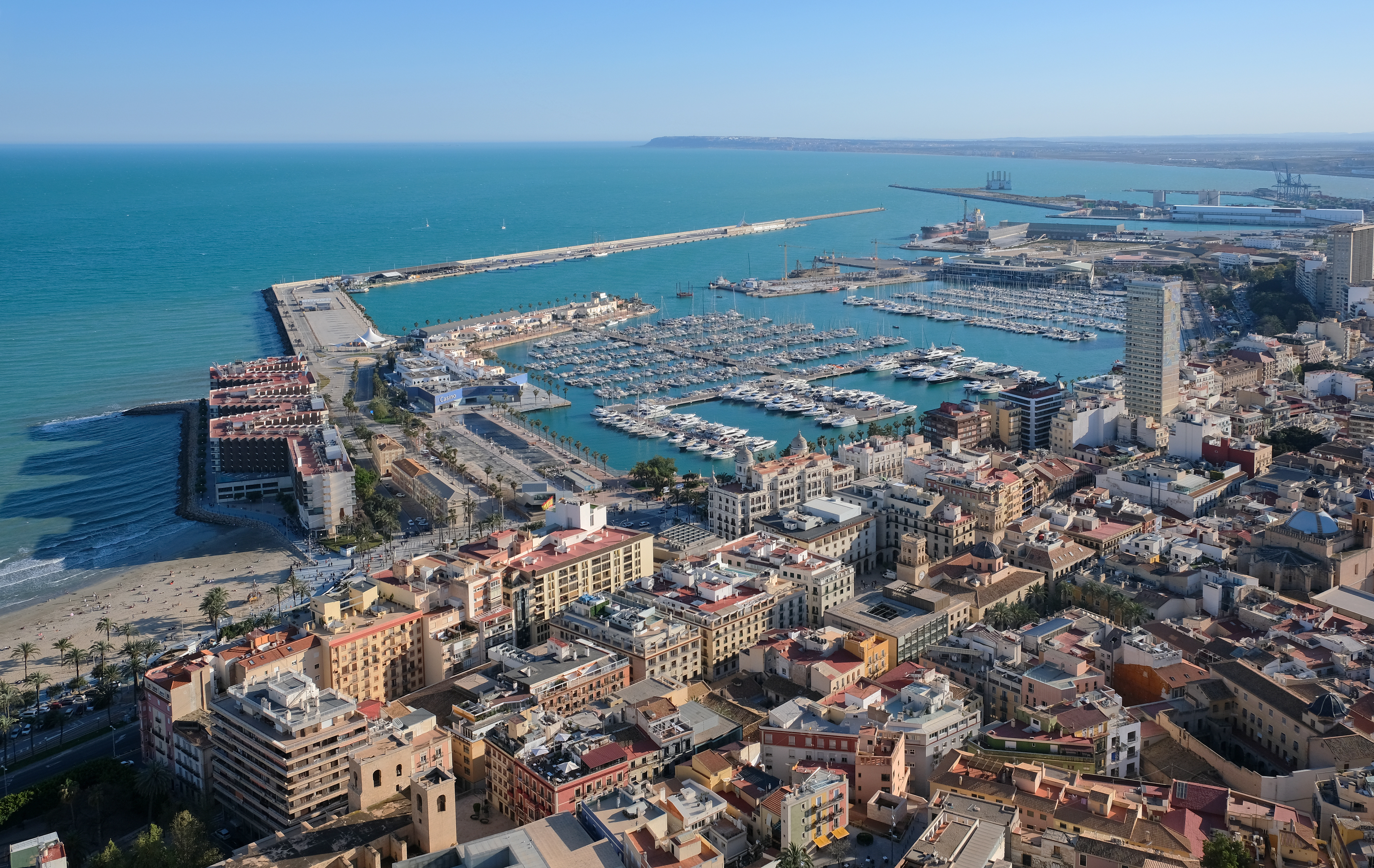
Alicante z vrchu Benacantil

Staré Město se rozkládá na pobřeží Středozemního moře pod vrchem Monte Benacantil (169 m). Na vrchu Benacantil stojí
- Hrad Castillo do Santa Barbára, založený již 200 let př. n. l., opevnění je částečně z 9. století.
- Katedrála sv. Mikuláše (Concatedral San Nicolás) na Starém Městě, barokní ze 17. století;sídelní kostel spojené diecéze Orihuela-Alicante
- Bazilika Santa María na náměstí Plaza Santa María (Calle Mayor, Villavieja) gotického původu ze 13.–14. století
- Radnice se dvěma věžemi na náměstí Ayuntamiento de Alicante (Radniční nám.), barokní stavba z 18. století.

Západně od Starého Města leží čtvrť Centro, s dominantní výškovou budovou hotelu Gran Sol (výška 97 m, 1970).  
- Kostel Nuestra Seňora de Gracie či alicantské divadlo Teatro Principal.
- Pevnost San Fernando z let 1808–1812; severně od čtvrti Centro leží na vrchu Tossal
- Palác Gravina (1748–1808), je sídlem muzea krásných umění (Museo de Bellas Artes, MUBAG)
- Klášter Santa Faz, z 15. století, přestavěn  barokním stylu, (5 km od města)

## Vzdělání
Univerzita byla založena roku 1979, má kampus severně od města.

## Galerie

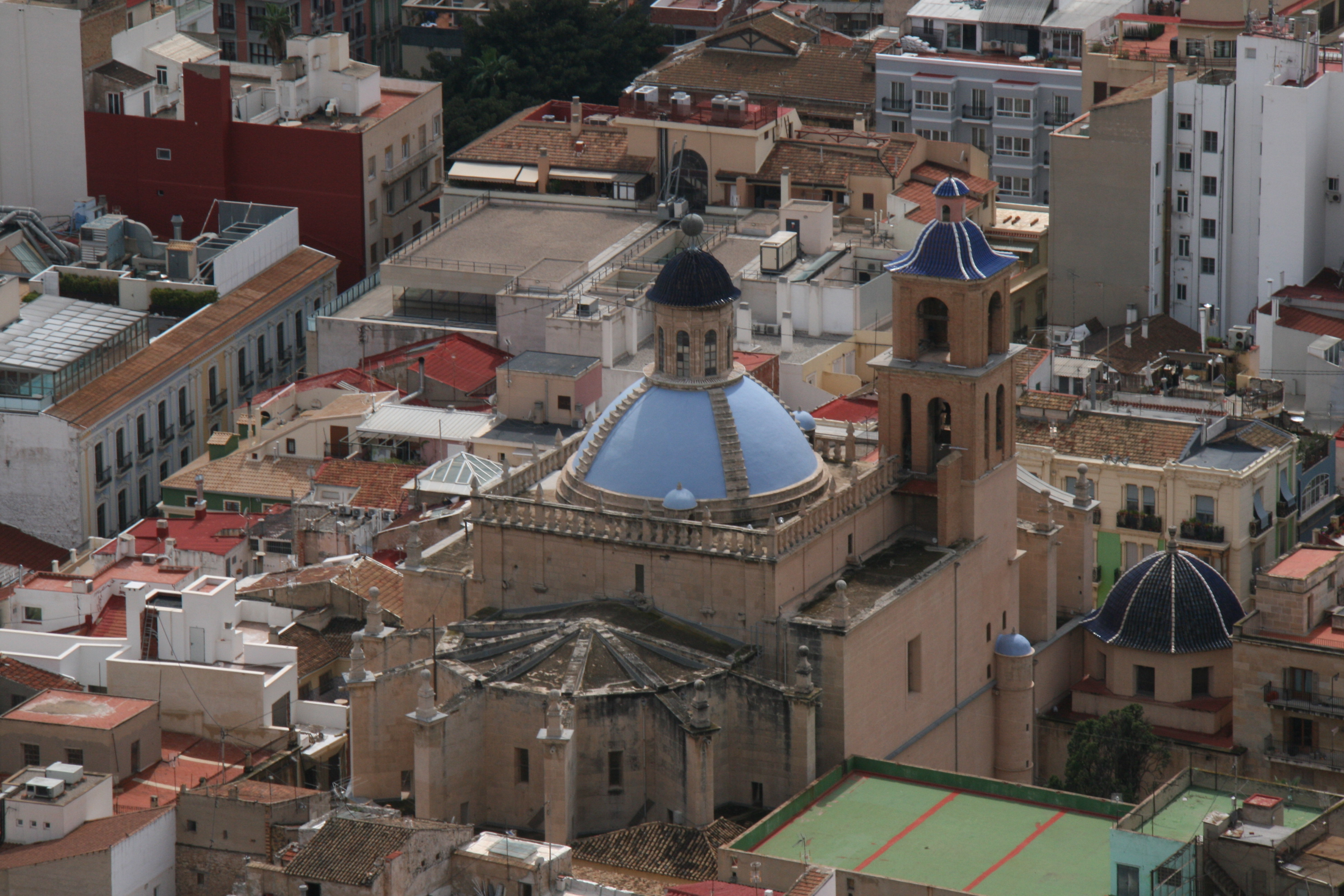
Katedrála San Nicolas
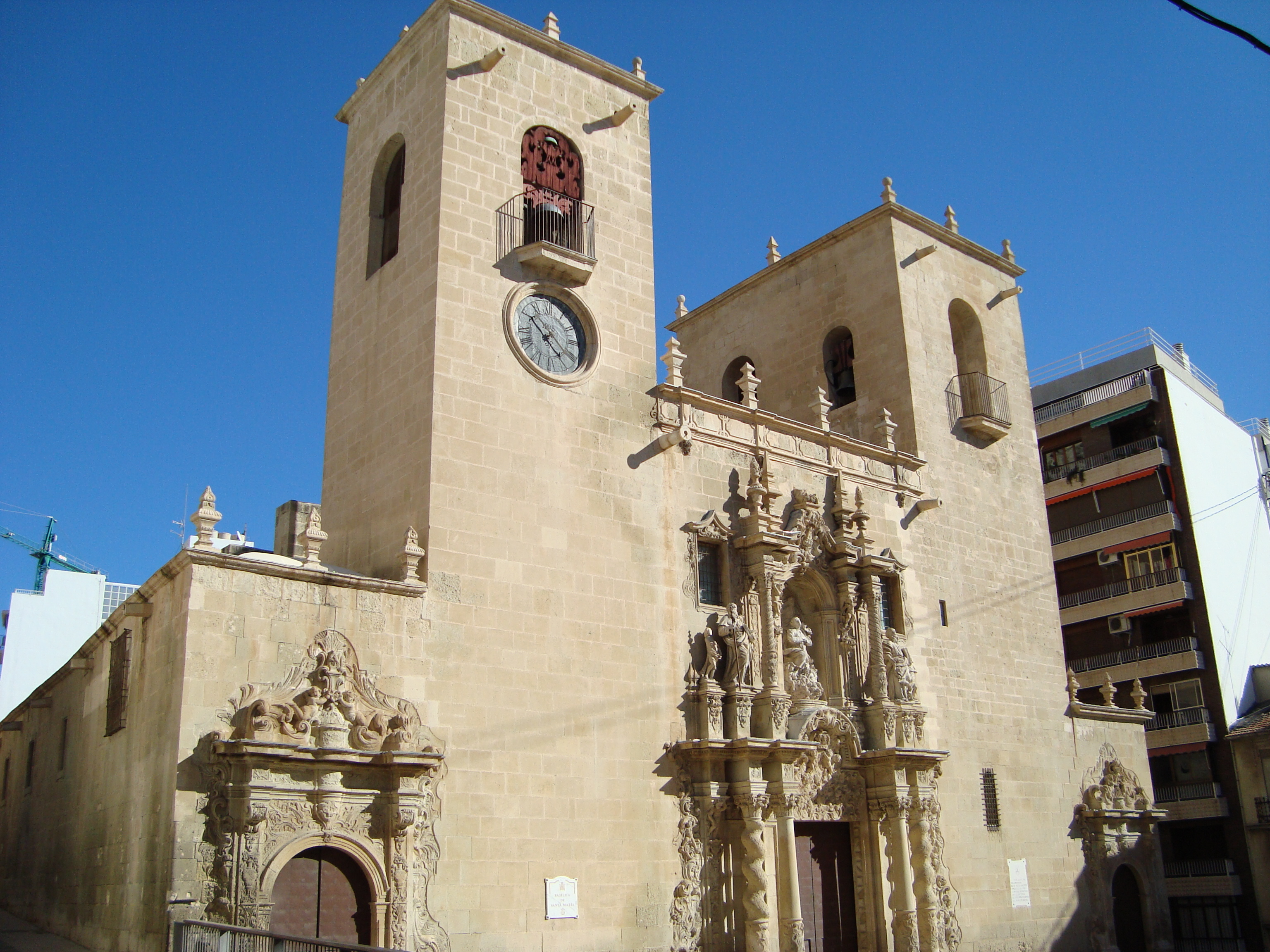
Bazilika Santa María
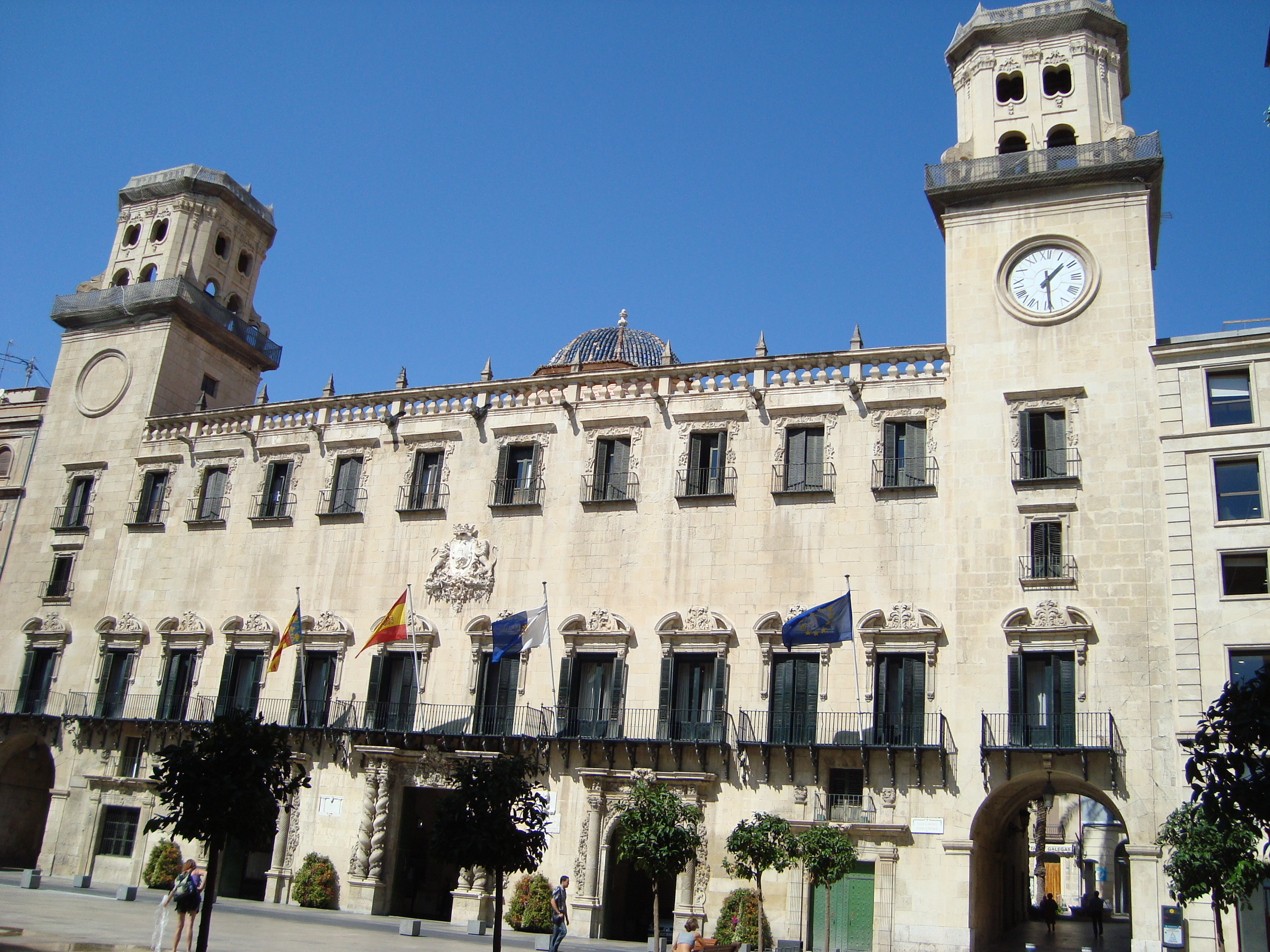
Budova radnice
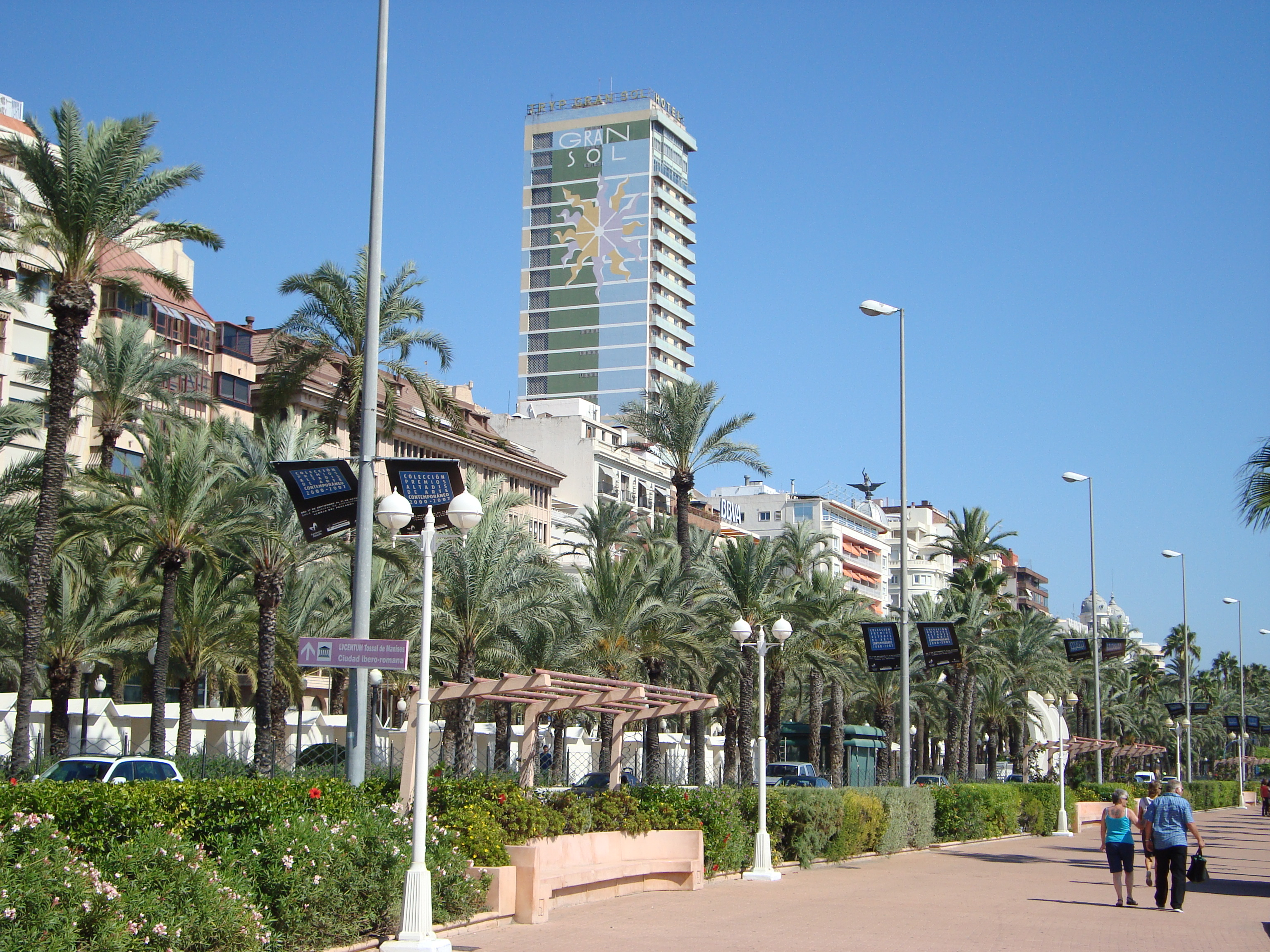
Pobřežní třída Esplanada d'Espanya
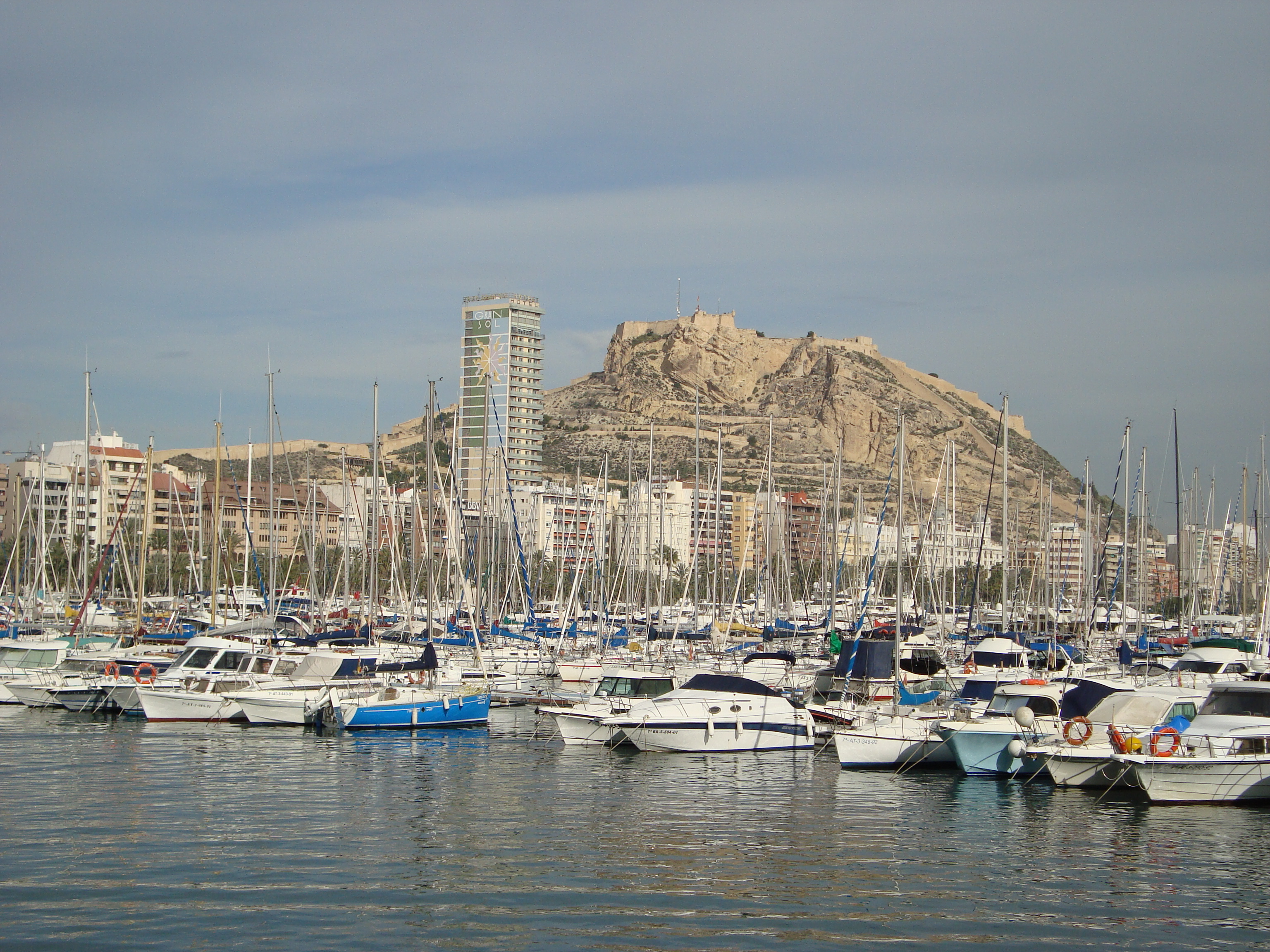
Přístav, Benacantil a hrad Santa Bárbara
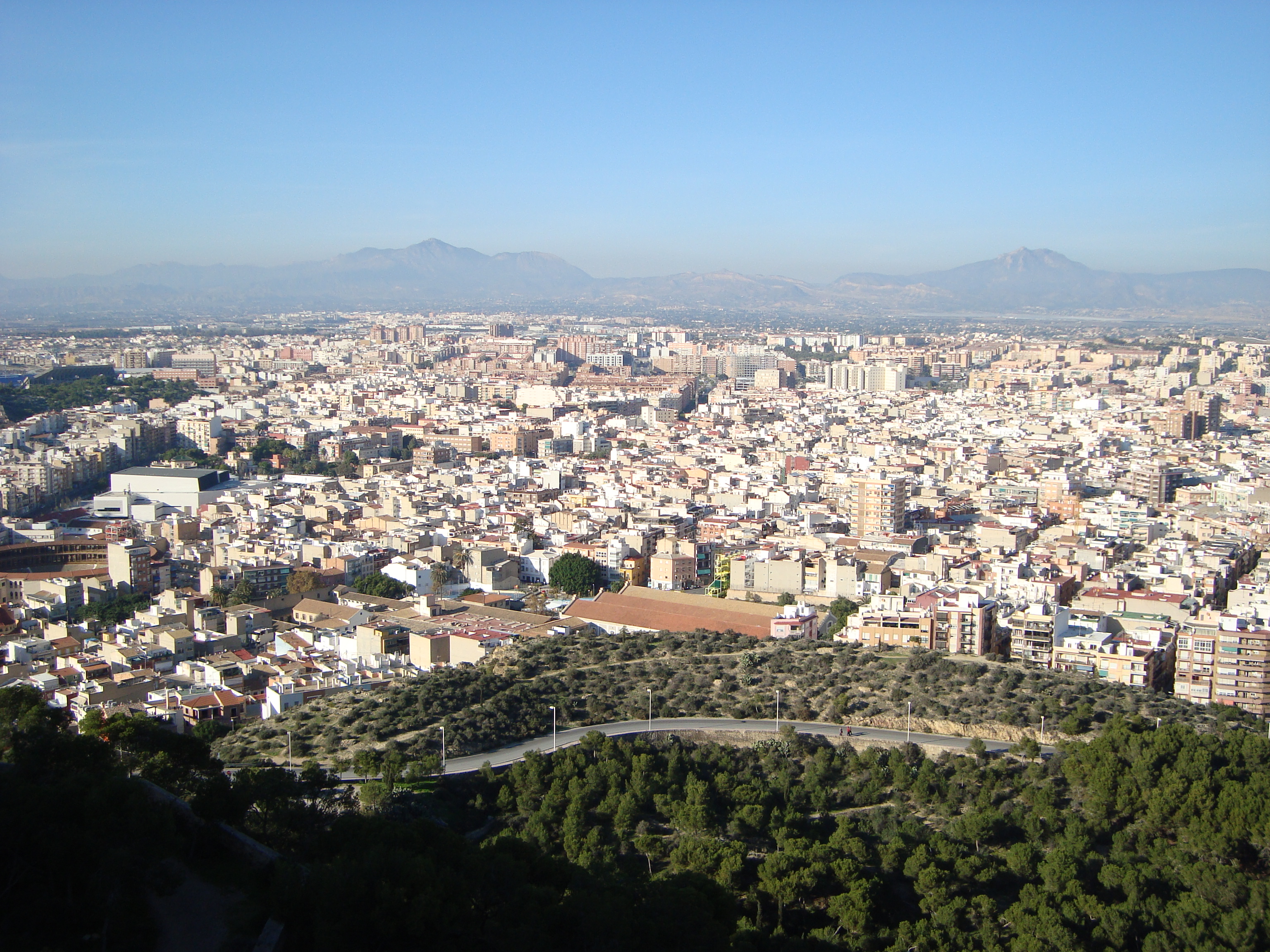
Severozápadní část Alicante
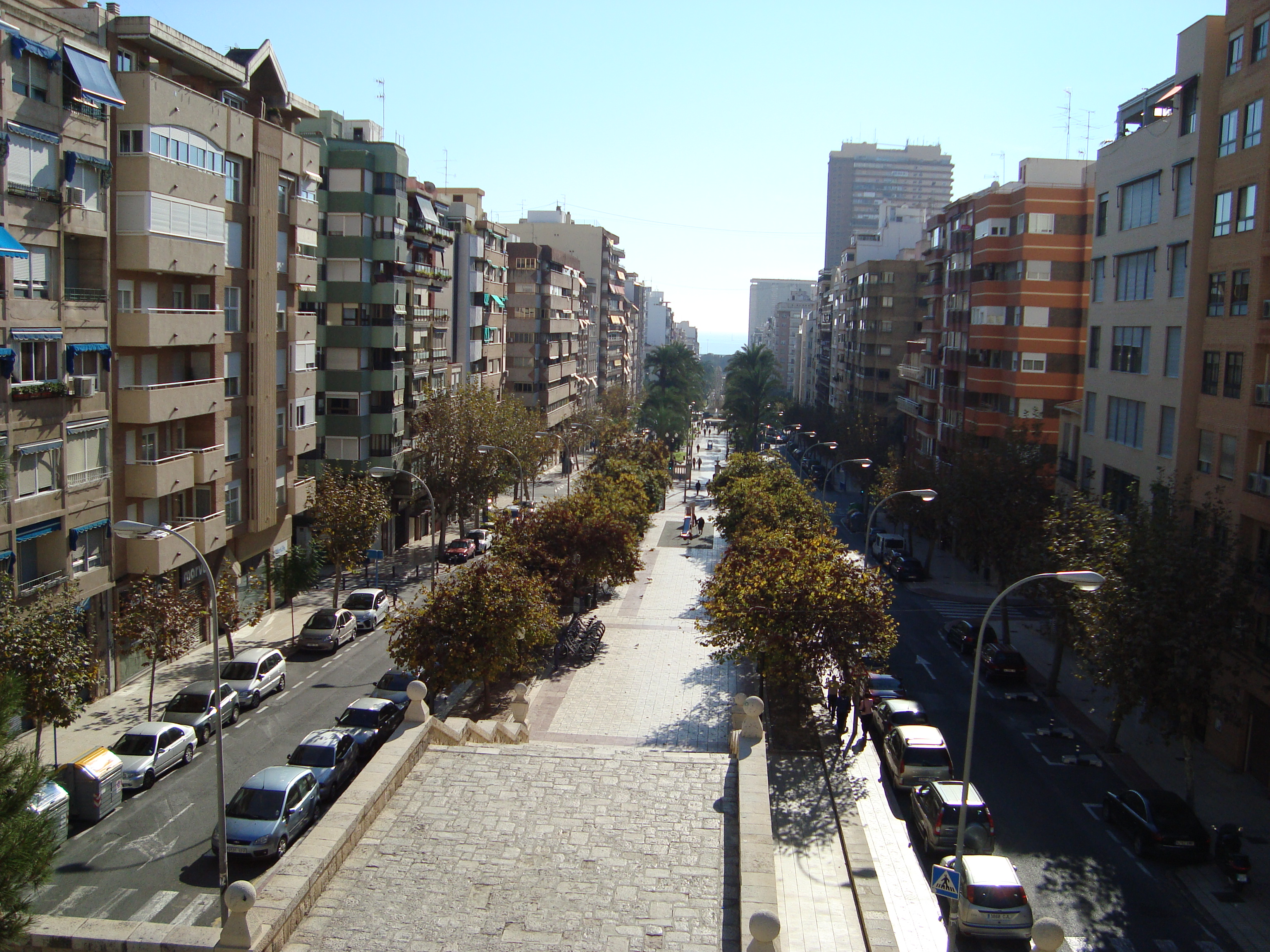
Avenida General Marva

## Partnerská města
- Carloforte, Itálie
- Herzlija, Izrael
- León, Nikaragua
- Matanzas, Kuba
- Newcastle upon Tyne, Spojené království
- Nice, Francie
- Oran, Alžírsko
- Riga, Lotyšsko
- Tojooka, Japonsko
- Wen-čou, Čína